# Bellardia bayeri
Bellardia bayeri är en tvåvingeart som först beskrevs av Jacentkovsky 1937.  Bellardia bayeri ingår i släktet Bellardia och familjen spyflugor. Arten har ej påträffats i Sverige. Inga underarter finns listade i Catalogue of Life.